# ピストン

Hand pump

ピストン（吸鍔、喞子、英: piston）とは、機械部品の一種で、中空の円筒形の部品（シリンダー）に内蔵される円筒形の機構の一般的な名称。活塞（かっそく）、喞子（しょくし）、吸鍔（すいつば）ともいう。主に内側に流体を出し入れし、ピストンにより流体を駆動する注射器の内筒など、逆に流体によってピストンを駆動する油圧シリンダーのようなアクチュエータ等、両方の使途がある。
クランクとの組み合わせで往復動と回転を変換するメカニズムが多く利用される。ピストン・クランク機構の動作は相互性で、ピストン側に蒸気圧や燃焼膨張圧を供給すれば蒸気機関やレシプロエンジンとなり、クランク側を回転させれば流体を駆動するポンプやコンプレッサーになる。クランクの他に回転斜板との組み合わせも利用される。
弁（バルブ）としても利用され、管楽器の音程を決めるバルブ部分、水洗便器用洗浄弁であるフラッシュバルブのピストンバルブ等がある。
以下、本稿ではレシプロエンジンのピストンについて述べる。

## レシプロエンジンのピストン

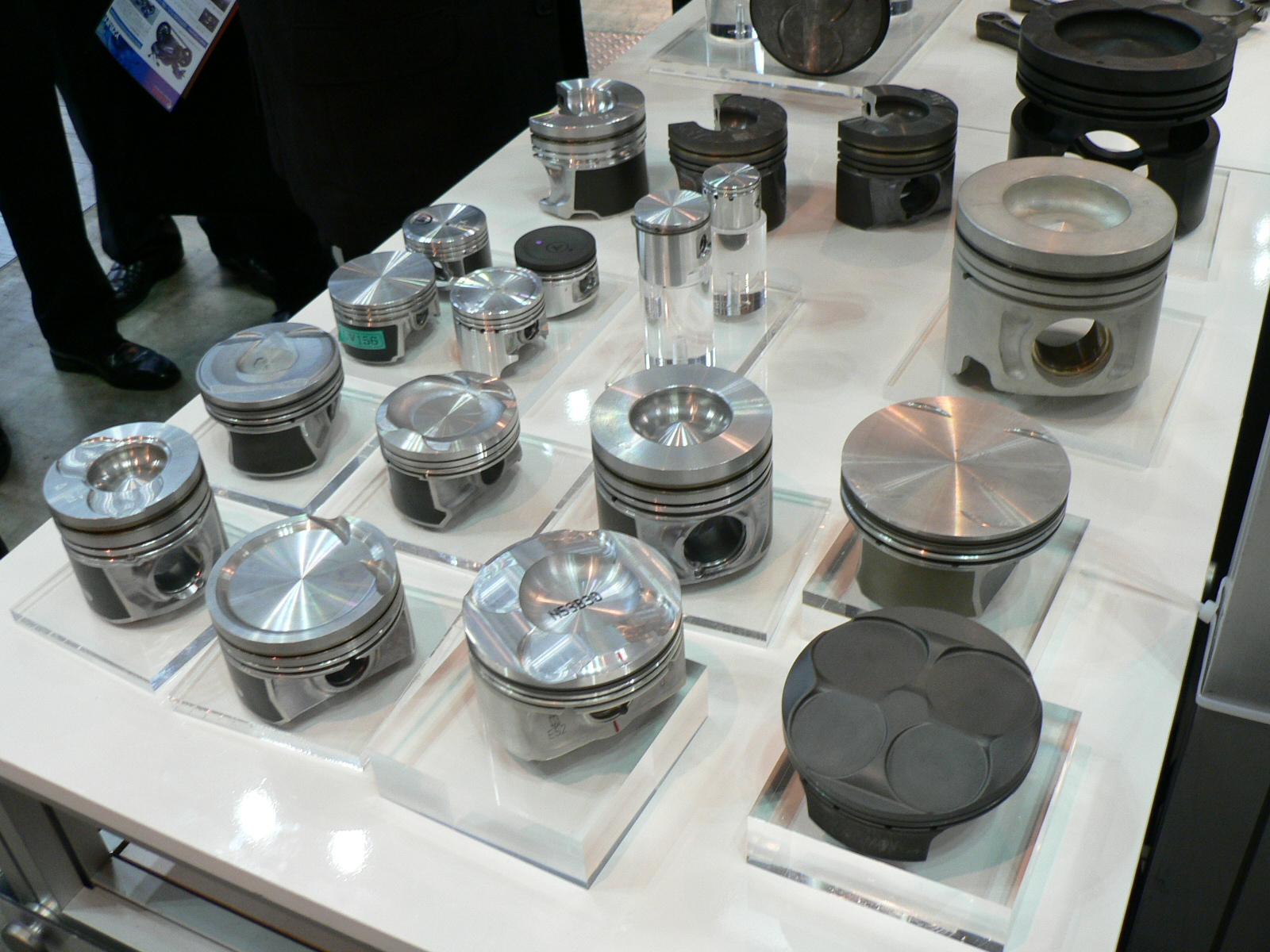
レシプロエンジン用ピストン

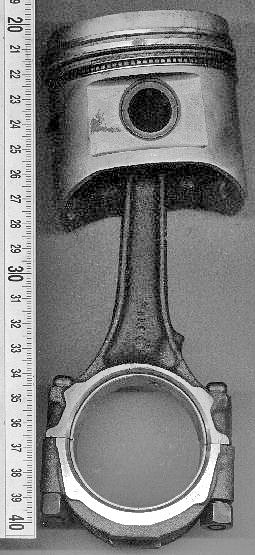
原動機のピストンとコネクティングロッド

燃焼室（シリンダー）の断面は一般的に円形であるため、ピストンの断面も円形である。ガソリンエンジンの場合、効率の良い燃焼（火炎伝播）を得てかつ、バルブとの干渉を避けるために、燃焼室の形状は複雑化している。そのため、燃焼室の底面を兼ねるピストン上面も凹凸を持つことが多い（バルブリセス）。高い圧縮比を得るために、上面に大きく凸形状を与えられたり、逆に圧縮比を低く抑えるために凹形状になっているものもある。なお、ディーゼルエンジンの場合は、ピストン頭頂部を大きく窪ませて燃焼室を形成している。素材には鉄、アルミニウム合金、チタン合金などが用いられている。ピストンリングには特殊鋼、特殊鋳鉄が使用される。製造法は生産性とコストを重視する量産品の場合、現在はアルミ鋳造品が一般的である。競技車やチューニングカーに用いられる専用ピストンは燃焼時の衝撃に耐える強度を確保するため、アルミ鍛造により製作されることが多い。ピストンでエンジン運転時最も厳しい部分は、ピストンピンとピストンの界面での摩擦であり、ドイツ車にはじまるダウンサイジングエンジンはここにDLCコーティングを施し、ブレークスルーをした経緯がある。
シリンダー内の気体や液体がピストン側面から漏れると、効率の減少や潤滑油の希釈などが発生し危険でもある。しかしながら、シリンダーとピストンの断面の形状を全く同一にすると、摩擦による運動エネルギーの損失が生じる。そこで、ピストンの周囲に鉢巻のような構造であるピストンリングを付ける。自由状態ではシリンダ径よりも大きく出来ており、シリンダ内では外に広がろうとする張力を発生することで、側面の吹き抜けを抑えている。なお、ピストンリングは2 - 3本付けることが多い。
ピストン下部には、その形状からスカートと呼ばれる部位がある。スカートは、ピストンがシリンダー内部で傾倒するのを防止する目的でつけられる。以前はピストン全周にスカートがあったが、近年ではピストンが傾く方向、すなわちピストンピンに直行する方向にのみスカートが設けられるのが普通である。また、その長さも短くなってきている（スリッパーピストン）。スカートの形状は一見するとただの円筒のように見えるが、温間時に真円になるよう水平断面形状は楕円形状をしており、またスムーズな摺動や首振りによる打音を抑えるため、横から見ると中央付近が膨らんだ樽型をしている。一部レーシングエンジンでは、スカートをほぼ省略し、摩擦力を軽減しているものもある。近年、スカート部にコーティングを施し、摩擦力を低減している物もある。コーティングの組成はエンジン性能を直接左右するため、多くのメーカーで秘密とされるが、主にモリブデンを含むフッ素樹脂（デュポン社のテフロン®など）であると言われている。

## 運動の変換
ピストンはシリンダ内の混合気の燃焼により、ガス膨張圧を受け止め、シリンダの体積を増やす方向に移動する。このような直線的な運動をそのまま動力源として用いることは少なく、通常はコネクティングロッド（コンロッド）と呼ばれる棒状の部品を介して回転運動可能なクランクシャフトに接続する。ピストンとコネクティングロッドの間に直動のみで揺動しないピストンロッドが入るクロスヘッド方式（主に大型の機関）もある。
このような構成を採ることで、往復運動をタイヤやプロペラ、スクリューなどの回転運動に変換できる。発電機に接続し、機械的エネルギーを電気エネルギーに変換する場合もある。
この「ピストン=クランク機構」のピストン位置の時間変化曲線は、サインカーブを描かない（上死点側の動きがより急になる）。これがエンジンの振動を悪化させる場合もある。
なお、混合気の吸気と圧縮、燃焼ガスの排気サイクルでは、クランクシャフト側がピストンを動かしている。

## ボアストローク比
ピストンの直径（シリンダーの内径）とストロークの比をボアストローク比と言う。
同じ回転数であれば、ショートストロークのほうが平均ピストンスピードが遅い。
かつての9m/秒が機械的強度限界とされていた時期は高回転を使用するエンジンに採用されていたが、機械工作精度と材質の向上によりピストンスピードの限界が上がっている事、ロングストロークは低フリクションであり、大径の燃焼室は燃焼効率低下につながるとする実験結果もあり、燃費向上を重視する乗用車用エンジンにおけるボアストローク比の傾向には変化が生じている。